# Cincinnati Open
Cincinnati Open er en professionel tennisturnering, som hvert år i august afvikles i Mason, Ohio, USA – ca. 35 km nordøst for Cincinnati. Turneringen bliver spillet i Lindner Family Tennis Center, hvor Center Court er den største arena med 11.435 tilskuerpladser. Turneringen består af fire rækker: herresingle, damesingle, herredouble og damedouble. I perioden 2002-2010 blev mændenes og kvindernes rækker afviklet som to separate turneringer i hver sin uge, men siden 2011 er alle rækkerne afviklet som en samlet turnering i løbet af én uge.
Turneringen er (pr. 2025) kategoriseret som en ATP Masters 1000-turnering på mændenes ATP Tour og som en WTA 1000-turnering på kvindernes WTA Tour, og den fungerer som en af de vigtigste optaktsturneringer til US Open, der starter en uge efter afslutningen på Cincinnati Open.
Den første udgave af turneringen blev spillet i 1899 i Avondale Athletic Club i Cincinnati på et areal, som nu er en del af Xavier University, og den hævder selv at være den ældste professionelle tennisturnering i USA, der fortsat spilles i den oprindelige værtsby. Siden 1899 har den imidlertid haft et par kort afstikkere til andre værtsbyer: i 1914, 1917 og 1919 blev den afviklet i Indianapolis i nabostaten Indiana, og i 1920 forsøgte man sig et enkelt år at spille den Fort Wayne, Indiana, inden man to år efter (ingen turnering i 1921) igen var tilbage i Cincinnati, hvor turneringen har været spillet siden da nær grænsen mellem de tre stater Ohio, Kentucky og Indiana, hvorfor dens navn i mange år var Tri-State Tennis Tournament. Siden 1979 har spillestedet været Lindner Family Tennis Center i forstaden Mason. Som følge af rejserestriktionerne under COVID-19-pandemien blev Western & Southern Open i 2020 helt ekstraordinært afviklet i USTA National Tennis Center i New York City umiddelbart inden US Open 2020 for at begrænse smittespredningen i USA ved at spillerne kunne forblive i samme smitteboble under de to turneringer.
I 2022 solgte USTA rettighederne til Cincinnati Open til Beemok Capital, der var ejet af tennisentusiasten Benjamin Navarro, der også er far til den professionelle tennisspiller Emma Navarro. Beemok ejede i forvejen WTA-turneringen Charleston Open, som selskabet havde købt i 2018. Og i maj 2023 kom det frem, at Navarro muligvis ville flytte turneringen fra Cincinnati til Charlotte, hvor Beemok endvidere havde planer, "Project Break Point", om at opføre et moderne tenniskompleks til $ 400 millioner med 40 tennisbaner, heraf fire opvisningsbaner, og et amfiteater, hvor turneringen fremover kunne afvikles. Dette kom som en overraskelse for lokalsamfundet i Cincinnati, hvor den lokale opbakning til turneringen altid havde været stor, og hvor det ville være hjerteskærende, hvis den historiske turnering skulle flytte efter 125 år i samme område. I sidste ende lykkedes det imidlertid for erhvervslivet, civilsamfundet og tennispublikummet i Cincinnati at overbevise turneringens nye ejer om at beholde den i området, og i oktober 2023 offentliggjorde Beemok Capital, at flytningen var aflyst, og at Beemok i stedet ville investere $ 200 millioner i opgraderinger af Lindner Family Tennis Center. Det havde muligvis også bidraget til beslutningen, at omkostningerne ved at bygge et nyt tenniskompleks i Charlotte i mellemtiden var steget betydeligt.

## Historie

### Spillesteder
| Periode *                                              | Spillested                                   | By                      | Underlag                | Fort Wayne Indianapolis INDIANA | Cincinnati Madeira Mason Sharonville OHIO |
| 1899-1902                                              | Avondale Athletic Club                       | Cincinnati, Ohio        | Knust mursten           | Fort Wayne Indianapolis INDIANA | Cincinnati Madeira Mason Sharonville OHIO |
| 1903-13                                                | Cincinnati Tennis Club                       | Cincinnati, Ohio        | Grus                    | Fort Wayne Indianapolis INDIANA | Cincinnati Madeira Mason Sharonville OHIO |
| 1914                                                   | Indianapolis Tennis Association Courts       | Indianapolis, Indiana   | Grus                    | Fort Wayne Indianapolis INDIANA | Cincinnati Madeira Mason Sharonville OHIO |
| 1915-16                                                | Cincinnati Tennis Club                       | Cincinnati, Ohio        | Grus                    | Fort Wayne Indianapolis INDIANA | Cincinnati Madeira Mason Sharonville OHIO |
| 1917, 1919                                             | Indianapolis Tennis Association Courts       | Indianapolis, Indiana   | Grus                    | Fort Wayne Indianapolis INDIANA | Cincinnati Madeira Mason Sharonville OHIO |
| 1920                                                   | Fort Wayne Country Club                      | Fort Wayne, Indiana     | Grus                    | Fort Wayne Indianapolis INDIANA | Cincinnati Madeira Mason Sharonville OHIO |
| 1922-26                                                | Hyde Park Tennis Club                        | Cincinnati, Ohio        | Grus                    | Fort Wayne Indianapolis INDIANA | Cincinnati Madeira Mason Sharonville OHIO |
| 1927-33                                                | Cincinnati Tennis Club                       | Cincinnati, Ohio        | Grus                    | Fort Wayne Indianapolis INDIANA | Cincinnati Madeira Mason Sharonville OHIO |
| 1934                                                   | Kenwood Country Club                         | Madeira, Ohio           | Grus                    | Fort Wayne Indianapolis INDIANA | Cincinnati Madeira Mason Sharonville OHIO |
| 1936-66                                                | Cincinnati Tennis Club                       | Cincinnati, Ohio        | Grus                    | Fort Wayne Indianapolis INDIANA | Cincinnati Madeira Mason Sharonville OHIO |
| 1967                                                   | University of Cincinnati                     | Cincinnati, Ohio        | Hardcourt               | Fort Wayne Indianapolis INDIANA | Cincinnati Madeira Mason Sharonville OHIO |
| 1968-71                                                | Cincinnati Tennis Club                       | Cincinnati, Ohio        | Grus                    | Fort Wayne Indianapolis INDIANA | Cincinnati Madeira Mason Sharonville OHIO |
| 1972-73                                                | Queen City Racquet Club                      | Sharonville, Ohio       | Grus                    | Fort Wayne Indianapolis INDIANA | Cincinnati Madeira Mason Sharonville OHIO |
| 1974                                                   | Cincinnati Convention Center (indendørs)     | Cincinnati, Ohio        | Tæppe (Supreme)         | Fort Wayne Indianapolis INDIANA | Cincinnati Madeira Mason Sharonville OHIO |
| 1975-78                                                | Sunlite Swim and Tennis Club (Old Coney)     | Cincinnati, Ohio        | Grus                    | Fort Wayne Indianapolis INDIANA | Cincinnati Madeira Mason Sharonville OHIO |
| 1979-2019                                              | Lindner Family Tennis Center                 | Mason, Ohio             | Hardcourt (DecoTurf II) | Fort Wayne Indianapolis INDIANA | Cincinnati Madeira Mason Sharonville OHIO |
| 2020                                                   | USTA Billie Jean King National Tennis Center | New York City, New York | Hardcourt (DecoTurf II) | Fort Wayne Indianapolis INDIANA | Cincinnati Madeira Mason Sharonville OHIO |
| Fra 2021                                               | Lindner Family Tennis Center                 | Mason, Ohio             | Hardcourt (DecoTurf II) | Fort Wayne Indianapolis INDIANA | Cincinnati Madeira Mason Sharonville OHIO |
| * Turneringen blev ikke afviklet i 1918, 1921 og 1935. |                                              |                         |                         |                                 |                                           |

Turneringen blev i 2020 ekstraordinært flyttet væk fra det sædvanlige spillested i Mason, Ohio og afviklet på USTA Billie Jean King National Tennis Center i New York City, dvs. samme sted som US Open 2020, der startede umiddelbart efter Cincinnati Open 2020, så spillerne under COVID-19-pandemien kunne deltage i to turneringer, mens de befandt sig i en isoleret boble for at begrænse smitterisikoen.
I perioden 1899-1978 blev turneringen med enkelte undtagelser afviklet i Cincinnati, men spillestedet blev flere gange ændret. Nedenstående kort viser de historiske spillesteder i Cincinnati.
| Avondale Athletic Club Cincinnati Tennis Club Hyde Park Tennis Club Kenwood Country Club Univ. of Cincinnati Convention Center Sunlite Swim and Tennis Club CINCINNATISpillesteder i Cincinnati. |

### Navne
Turneringen blev første gang afholdt i 1899 under navnet Cincinnati Open, hvor betegnelsen "Open" gik på, at turneringen var åben for spillere uden for Cincinnati.
Fra 2002 til 2023 var Western & Southern Financial Group titelsponsor, og turneringen blev i perioden 2011-23 afviklet under navnet Western & Southern Open.
I 2024 kunne turneringen fejre sit 125 års jubilæum, og i den forbindelse blev turneringen rebranded med det oprindelige navn, Cincinnati Open, samtidig med at ejerne, Beemok Capital, garanterede, at turneringen blev i Cincinnati de næste 25 år.
| Periode         | Navn |
| --------------- | --- |
| 1899-1900       | Cincinnati Open                                                                                             |
| 1901-54         | Tri-State Tennis Tournament                                                                                 |
| 1955            | Tri-State & Western Tennis Championship                                                                     |
| 1956-64         | Tri-State Tennis Tournament                                                                                 |
| 1965-68         | Tri-State International Tennis Tournament                                                                   |
| 1969-78         | Western Tennis Championships                                                                                |
| 1979-86         | ATP Championship                                                                                            |
| 1987-95 1988    | Thriftway ATP Championship (mænd) Pringles Light Classic (kvinder)                                          |
| 1996-99         | Great American Ins. ATP Championship                                                                        |
| 2000-01         | Tennis Masters Series Cincinnati                                                                            |
| 2002-10 2004-10 | Western & Southern Financial Group Masters (mænd) Western & Southern Financial Group Women's Open (kvinder) |
| 2011-23         | Western & Southern Open                                                                                     |
| Siden 2024      | Cincinnati Open                                                                                             |

### Tilskuere
Turneringen får besøg af ca. 200.000 tilskuere i løbet af den uge, den varer. De årlige tilskuertal siden flytningen til Lindner Family Tennis Center i 1979 er vist nedenfor. I perioden 1979-2003 var den det kun en ATP-turnering afviklet i løbet af en uge. Tallene for perioden 2004 til 2010 dækker over to turneringer, en ATP-turnering og en WTA-turnering afviklet over to uger. Siden 2011 er turneringen afviklet som en kombineret ATP- og WTA-turnering i løbet af én uge.
| År   | Antal tilskuere |
| ---- | --------------- |
| 1979 | 25.000          |
| 1980 | 61.000          |
| 1981 | 65.000          |
| 1982 | 73.000          |
| 1983 | 78.884          |
| 1984 | 78.440          |
| 1985 | 79.865          |
| 1986 | 82.623          |
| 1987 | 98.923          |
| 1988 | 108.980         |
| 1989 | 116.249         |
| 1990 | 141.337         |
| 1991 | 161.673         |
| 1992 | 168.164         |
| 1993 | 176.257         |
| 1994 | 174.087         |
| 1995 | 174.417         |
| 1996 | 172.905         |
| 1997 | 169.812         |
| 1998 | 165.643         |
| 1999 | 171.877         |
| 2000 | 169.829         |
| 2001 | 165.685         |

| År   | Antal tilskuere |
| ---- | --------------- |
| 2002 | 160.489         |
| 2003 | 158.555         |
| 2004 | 200.535         |
| 2005 | 196.281         |
| 2006 | 207.898         |
| 2007 | 202.618         |
| 2008 | 198.163         |
| 2009 | 225.868         |
| 2010 | 233.775         |
| 2011 | 174.268         |
| 2012 | 175.963         |
| 2013 | 187.183         |
| 2014 | 191.752         |
| 2015 | 199.217         |
| 2016 | 187.106         |
| 2017 | 194.373         |
| 2018 | 194.035         |
| 2019 | 198.044         |
| 2020 | -               |
| 2021 | 156.098         |
| 2022 | 178.295         |
| 2023 | 194.340         |
| 2024 | 205.068         |

## Vindere og finalister

### Herresingle
I perioden 1902-1916 (begge år inkl.) blev vinderen af turneringen fundet i den såkaldte udfordringsrunde, der var en kamp mellem den forsvarende mester og vinderen af all comers-turneringen, hvori de øvrige deltagere spillede om retten til at udfordre den forsvarende mester om titlen i udfordringsrunden. I 1904, 1907 og 1910 stillede den forsvarende mester ikke op til udfordringsrunden, og derfor blev vinderen af all comers-turneringen automatisk kåret som vinder.
For denne periode er der i tabellen nedenfor angivet resultatet af den kamp, der afgjorde turneringen, dvs. udfordingsrunden, hvis den forsvarende mester stillede op for at forsvare sin titel, eller all comers-finalen, hvis den forsvarende mester ikke stillede op. Mesterskaber afgjort i udfordringsrunden er markeret med UR.
Udfordringsrunden blev afskaffet i 1917, og siden da har den forsvarende mester i herresingleturneringen ikke haft nogen særstatus i det efterfølgende års turnering.
| År     | Mester                                     | Finalist                                   | Finaleresultat                             |
| ------ | ------------------------------------------ | ------------------------------------------ | ------------------------------------------ |
| 1899   | Nat Emerson (1)                            | Dudley Sutphin                             | 8−6, 6−1, 10−8                             |
| 1900   | Raymond Little (1)                         | Nat Emerson                                | 6−2, 6−4, 6−2                              |
| 1901   | Raymond D. Little (2)                      | Kreigh Collins                             | 2−6, 8−6, 6−4, 7−5                         |
| 1902UR | Raymond D. Little (3)                      | Kreigh Collins                             | 3−6, 6−8, 6−4, 6−1, 6−2                    |
| 1903UR | Kreigh Collins (1)                         | Raymond Little                             | 11−9, 4−6, 6−1, 3−6, 6−4                   |
| 1904   | Beals Wright (1)                           | L. Harry Waidner                           | 7−5, 6−0, 6−3                              |
| 1905UR | Beals Wright (2)                           | Kreigh Collins                             | 6−3, 7−5, 4−6, 7−9, 6−3                    |
| 1906UR | Beals Wright (3)                           | Robert LeRoy                               | 6−4, 6−4, 4−6, 4−6, 6−2                    |
| 1907   | Robert LeRoy (1)                           | Robert Chauncey Seaver                     | 8−6, 6−8, 6−2, 6−0                         |
| 1908UR | Robert LeRoy (2)                           | Nat Emerson                                | 6−0, 7−5, 6−4                              |
| 1909UR | Robert LeRoy (3)                           | Nat Emerson                                | 6−3, 3−6, 6−0, 1−6, 6−3                    |
| 1910   | Richard H. Palmer (1)                      | Wallace F. Johnson                         | 11−9, 6−3, 6−4                             |
| 1911UR | Richard H. Palmer (2)                      | Richard Bishop                             | 14−12, 6−4, 8−6                            |
| 1912UR | Gustave F. Touchard (1)                    | Richard H. Palmer                          | 6−1, 6−2, 7−5                              |
| 1913UR | William S. McEllroy (1)                    | Gustave F. Touchard                        | w.o.                                       |
| 1914UR | William S. McEllroy (2)                    | William Hoag                               | 6−4, 1−6, 6−4, 6−2                         |
| 1915UR | Clarence Griffin (1)                       | William S. McEllroy                        | 6−4, 6−3, 6−3                              |
| 1916UR | William Johnston (1)                       | Clarence Griffin                           | w.o.                                       |
| 1917   | Fritz Bastian (1)                          | John G. MacKay                             | 4−6, 6−4, 6−1, 6−2                         |
| 1918   | Ingen turnering pga. første verdenskrig    | Ingen turnering pga. første verdenskrig    | Ingen turnering pga. første verdenskrig    |
| 1919   | Fritz Bastian (2)                          | John Hennessey                             | 2−6, 6−4, 6−1, 6−4                         |
| 1920   | John Hennessey (1)                         | Walter Westbrook                           | 8−10, 6−3, 6−3, 6−4                        |
| 1921   | Ingen turnering                            | Ingen turnering                            | Ingen turnering                            |
| 1922   | Louis Kuhler (1)                           | Edwin J. Haupt                             | 6−3, 6−1, 6−1                              |
| 1923   | Louis Kuhler (2)                           | Paul Kunkel                                | 6−3, 6−3, 6−2                              |
| 1924   | George Lott (1)                            | Paul Kunkel                                | 2−6, 13−11, 6−4, 6−3                       |
| 1925   | George Lott (2)                            | Julius Sagalowsky                          | 6−3, 7−5, 6−1                              |
| 1926   | William Tilden (1)                         | George Lott                                | 4−6, 6−3, 7−9, 6−4, 6−3                    |
| 1927   | George Lott (3)                            | Emmett Paré                                | 6−4, 6−4, 6−2                              |
| 1928   | Emmett Paré (1)                            | Harris Coggeshall                          | 2−6, 6−1, 6−4, 6−4                         |
| 1929   | Herbert Bowman (1)                         | Julius Seligson                            | 2−6, 6−4, 6−4, 6−1                         |
| 1930   | Frank Shields (1)                          | Emmett Paré                                | 6−2, 6−4, 3−6, 2−6, 6−1                    |
| 1931   | Cliff Sutter (1)                           | Bruce Barnes                               | 6−3, 6−2, 3−6, 6−3                         |
| 1932   | George Lott (4)                            | Frank Parker                               | 5−7, 6−2, 4−6, 6−0, 6−3                    |
| 1933   | Bitsy Grant (1)                            | Frank Parker                               | 11−9, 6−2, 1−6, 7−5                        |
| 1934   | Henry Prusoff (1)                          | Arthur Hendrix                             | 6−3, 6−2, 4−6, 6−4                         |
| 1935   | Turnering aflyst pga. den store depression | Turnering aflyst pga. den store depression | Turnering aflyst pga. den store depression |
| 1936   | Bobby Riggs (1)                            | Charles Harris                             | 6−1, 6−3, 6−1                              |
| 1937   | Bobby Riggs (2)                            | John McDiarmid                             | 6−3, 6−3, 4−6, 6−3                         |
| 1938   | Bobby Riggs (3)                            | Frank Parker                               | 6−1, 7−5, 6−3                              |
| 1939   | Bitsy Grant (2)                            | Frank Parker                               | 4−6, 6−3, 6−1, 2−6, 6−4                    |
| 1940   | Bobby Riggs (4)                            | Arthur Marx                                | 11−9, 6−2, 4−6, 6−8, 6−1                   |
| 1941   | Frank Parker (1)                           | William Talbert                            | 6−2, 6−2, 6−4                              |
| 1942   | Pancho Segura (1)                          | William Talbert                            | 1−6, 6−2, 6−4, 12−10                       |
| 1943   | William Talbert (1)                        | Seymour Greenberg                          | 6−1, 6−2, 6−3                              |
| 1944   | Pancho Segura (2)                          | William Talbert                            | 9−11, 6−2, 7−5, 2−6, 7−5                   |
| 1945   | William Talbert (2)                        | Elwood Cooke                               | 6−2, 7−9, 6−2                              |
| 1946   | Nick Carter (1)                            | George Richards                            | 6−1, 6−1                                   |
| 1947   | William Talbert (3)                        | George Pero                                | 6−1, 6−0, 6−0                              |
| 1948   | Herbert Behrens (1)                        | Irvin Dorfman                              | 7−5, 11−9, 2−6, 6−8, 6−4                   |
| 1949   | James Brink (1)                            | Arnold Saul                                | 6−4, 6−8, 6−4, 6−0                         |
| 1950   | Glenn Bassett (1)                          | Hamilton Richardson                        | 6−2, 4−6, 6−1, 6−1                         |
| 1951   | Tony Trabert (1)                           | Bill Talbert                               | 5−7, 4−6, 6−4, 6−3, 6−4                    |
| 1952   | Noel Brown (1)                             | Fred Hagist                                | 6−4, 0−6, 2−0 opg.                         |
| 1953   | Tony Trabert (2)                           | Ham Richardson                             | 10−8, 6−3, 6−4                             |
| 1954   | Straight Clark (1)                         | Sammy Giammalva                            | 8−6, 6−1, 6−1                              |
| 1955   | Bernard Bartzen (1)                        | Tony Trabert                               | 7−9, 11−9, 6−4                             |
| 1956   | Edward Moylan (1)                          | Tut Bartzen                                | 6−0, 6−3, 6−3                              |
| 1957   | Tut Bartzen (2)                            | Grant Golden                               | 6−4, 7−5, 6−4                              |
| 1958   | Tut Bartzen (3)                            | Sammy Giammalva                            | 7−5, 6−3, 6−2                              |
| 1959   | Whitney Reed (1)                           | Donald Dell                                | 1−6, 7−5, 6−3, 6−3                         |
| 1960   | Miguel Olvera (1)                          | Crawford Henry                             | 4−6, 9−7, 6−4                              |
| 1961   | Allen Fox (1)                              | William Lenior                             | 3−6, 8−6, 6−2, 6−1                         |
| 1962   | Marty Riessen (1)                          | Allen Fox                                  | 1−6, 6−2, 6−2, 6−3                         |
| 1963   | Marty Riessen (2)                          | Herbert Fitzgibbon                         | 6−1, 6−3, 7−5                              |
| 1964   | Herbert Fitzgibbon (1)                     | Robert Brien                               | 6−1, 6−3, 6−1                              |
| 1965   | William Lenoir (1)                         | Herbert Fitzgibbon                         | 1−6, 6−3, 6−3, 9−7                         |
| 1966   | David Power (1)                            | William Harris                             | 7−5, 3−6, 0−6, 6−1, 6−2                    |
| 1967   | Joaquín Loyo-Mayo (1)                      | Jaime Fillol                               | 8−6, 6−1                                   |
| 1968   | William Harris (1)                         | Tom Gorman                                 | 3−6, 6−2, 6−2                              |
| 1969   | Cliff Richey (1)                           | Allan Stone                                | 6−1, 6−2                                   |
| 1970   | Ken Rosewall (1)                           | Cliff Richey                               | 7−9, 9−7, 8−6                              |
| 1971   | Stan Smith (1)                             | Juan Gisbert                               | 7−6, 6−3                                   |
| 1972   | Jimmy Connors (1)                          | Guillermo Vilas                            | 6−3, 6−3                                   |
| 1973   | Ilie Năstase (1)                           | Manuel Orantes                             | 5−7, 6−3, 6−4                              |
| 1974   | Marty Riessen (3)                          | Robert Lutz                                | 7−6, 7−6                                   |
| 1975   | Tom Gorman (1)                             | Sherwood Stewart                           | 7−5, 2−6, 6−4                              |
| 1976   | Roscoe Tanner (1)                          | Eddie Dibbs                                | 7−6, 6−3                                   |
| 1977   | Harold Solomon (1)                         | Mark Cox                                   | 6−2, 6−3                                   |
| 1978   | Eddie Dibbs (1)                            | Raúl Ramírez                               | 5−7, 6−2, 6−2                              |
| 1979   | Peter Fleming (1)                          | Roscoe Tanner                              | 6−4, 6−2                                   |
| 1980   | Harold Solomon (2)                         | Francisco González                         | 7−6, 6−2                                   |
| 1981   | John McEnroe (1)                           | Chris Lewis                                | 6−3, 6−4                                   |
| 1982   | Ivan Lendl (1)                             | Steve Denton                               | 6−2, 7−6                                   |
| 1983   | Mats Wilander (1)                          | John McEnroe                               | 6−4, 6−3                                   |
| 1984   | Mats Wilander (2)                          | Anders Järryd                              | 7−6, 6−4                                   |
| 1985   | Boris Becker (1)                           | Mats Wilander                              | 6−4, 6−2                                   |
| 1986   | Mats Wilander (3)                          | Jimmy Connors                              | 6−4, 6−1                                   |
| 1987   | Stefan Edberg (1)                          | Boris Becker                               | 6−4, 6−1                                   |
| 1988   | Mats Wilander (4)                          | Stefan Edberg                              | 3−6, 7−6(5), 7−6(5)                        |
| 1989   | Brad Gilbert (1)                           | Stefan Edberg                              | 6−4, 2−6, 7−6(5)                           |
| 1990   | Stefan Edberg (2)                          | Brad Gilbert                               | 6−1, 6−1                                   |
| 1991   | Guy Forget (1)                             | Pete Sampras                               | 2−6, 7−6(4), 6−4                           |
| 1992   | Pete Sampras (1)                           | Ivan Lendl                                 | 6−3, 3−6, 6−3                              |
| 1993   | Michael Chang (1)                          | Stefan Edberg                              | 7−5, 0−6, 6−4                              |
| 1994   | Michael Chang (2)                          | Stefan Edberg                              | 6−2, 7−5                                   |
| 1995   | Andre Agassi (1)                           | Michael Chang                              | 7−5, 6−2                                   |
| 1996   | Andre Agassi (2)                           | Michael Chang                              | 7−6(4), 6−4                                |
| 1997   | Pete Sampras (2)                           | Thomas Muster                              | 6−3, 6−4                                   |
| 1998   | Patrick Rafter (1)                         | Pete Sampras                               | 1−6, 7−6(2), 6−2                           |
| 1999   | Pete Sampras (3)                           | Patrick Rafter                             | 7−6(7), 6−3                                |
| 2000   | Thomas Enqvist (1)                         | Tim Henman                                 | 7−6(5), 6−4                                |
| 2001   | Gustavo Kuerten (1)                        | Patrick Rafter                             | 6−1, 6−3                                   |
| 2002   | Carlos Moyá (1)                            | Lleyton Hewitt                             | 7−5, 7−6(5)                                |
| 2003   | Andy Roddick (1)                           | Mardy Fish                                 | 4−6, 7−6(3), 7−6(4)                        |
| 2004   | Andre Agassi (3)                           | Lleyton Hewitt                             | 6−3, 3−6, 6−2                              |
| 2005   | Roger Federer (1)                          | Andy Roddick                               | 6−3, 7−5                                   |
| 2006   | Andy Roddick (2)                           | Juan Carlos Ferrero                        | 6−3, 6−4                                   |
| 2007   | Roger Federer (2)                          | James Blake                                | 6−1, 6−4                                   |
| 2008   | Andy Murray (1)                            | Novak Djokovic                             | 7−6(4), 7−6(5)                             |
| 2009   | Roger Federer (3)                          | Novak Djokovic                             | 6−1, 7−5                                   |
| 2010   | Roger Federer (4)                          | Mardy Fish                                 | 6−7(5), 7−6(1), 6−4                        |
| 2011   | Andy Murray (2)                            | Novak Djokovic                             | 6−4, 3−0 opg.                              |
| 2012   | Roger Federer (5)                          | Novak Djokovic                             | 6−0, 7−6(7)                                |
| 2013   | Rafael Nadal (1)                           | John Isner                                 | 7−6(8), 7−6(3)                             |
| 2014   | Roger Federer (6)                          | David Ferrer                               | 6−3, 1−6, 6−2                              |
| 2015   | Roger Federer (7)                          | Novak Djokovic                             | 7−6(1), 6−3                                |
| 2016   | Marin Čilić (1)                            | Andy Murray                                | 6−4, 7−5                                   |
| 2017   | Grigor Dimitrov (1)                        | Nick Kyrgios                               | 6−3, 7−5                                   |
| 2018   | Novak Djokovic (1)                         | Roger Federer                              | 6−4, 6−4                                   |
| 2019   | Daniil Medvedev (1)                        | David Goffin                               | 7−6(3), 6−4                                |
| 2020   | Novak Djokovic (2)                         | Milos Raonic                               | 1−6, 6−3, 6−4                              |
| 2021   | Alexander Zverev (1)                       | Andrej Rublov                              | 6−2, 6−3                                   |
| 2022   | Borna Ćorić (1)                            | Stefanos Tsitsipas                         | 7−6(0), 6−2                                |
| 2023   | Novak Djokovic (3)                         | Carlos Alcaraz                             | 5−7, 7−6(9), 7−6(4)                        |
| 2024   | Jannik Sinner (1)                          | Frances Tiafoe                             | 7−6(4), 6−2                                |

### Damesingle
I perioden 1905-1916 (begge år inkl.) blev vinderen af turneringen fundet i den såkaldte udfordringsrunde, der var en kamp mellem den forsvarende mester og vinderen af all comers-turneringen, hvori de øvrige deltagere spillede om retten til at udfordre den forsvarende mester om titlen i udfordringsrunden. I 1908, 1910, 1911 og 1916 stillede den forsvarende mester imidlertid ikke op til udfordringsrunden, og derfor blev vinderen af all comers-turneringen automatisk kåret som vinder.
For denne periode er der i tabellen nedenfor angivet resultatet af den kamp, der afgjorde turneringen, dvs. udfordingsrunden, hvis den forsvarende mester stillede op for at forsvare sin titel, eller all comers-finalen, hvis den forsvarende mester ikke stillede op. Mesterskaber afgjort i udfordringsrunden er markeret med UR.
Udfordringsrunden blev afskaffet i 1917, og siden da har den forsvarende mester i damesingleturneringen ikke haft nogen særstatus i det efterfølgende års turnering.
| År        | Mester                                     | Finalist                                   | Finaleresultat                             |
| --------- | ------------------------------------------ | ------------------------------------------ | ------------------------------------------ |
| 1899      | Myrtle McAteer (1)                         | Juliette Atkinson                          | 7−5, 6−1, 4−6, 8−6                         |
| 1900      | Myrtle McAteer (2)                         | Maud Banks                                 | 6−4, 4−8, 6−2, 6−3                         |
| 1901      | Winona Closterman (1)                      | Juliette Atkinson                          | 6−2, 8−6, 6−1                              |
| 1902      | Maus Banks (1)                             | Winona Closterman                          | 6−2, 6−1                                   |
| 1903      | Winona Closterman (2)                      | Myrtle McAteer                             | 6−1, 5−7, 6−4                              |
| 1904      | Mytle McAteer (3)                          | Winona Closterman                          | 7−5, 6−3                                   |
| 1905UR    | May Sutton (1)                             | Myrtle McAteer                             | 6−0, 6−0                                   |
| 1906UR    | May Sutton (2)                             | Florence Sutton                            | 7−5, 6−2                                   |
| 1907UR    | May Sutton (3)                             | Martha Kinsey                              | 6−1, 6−1                                   |
| 1908      | Martha Kinsey (1)                          | Marjorie Dodd                              | 4−6, 8−6, 6−2                              |
| 1909UR    | Edith Hannam (1)                           | Martha Kinsey                              | 6−3, 6−1                                   |
| 1910      | Miriam Steever (1)                         | Rhea Fairborn                              | 4−6, 8−6, 6−0                              |
| 1911      | Marjorie Dodd (1)                          | Helen McLaughlin                           | 6−0, 6−2                                   |
| 1912UR    | Marjorie Dodd (2)                          | May Sutton                                 | w.o.                                       |
| 1913UR    | Ruth Sanders (1)                           | Marjorie Dodd                              | 6−2, 6−3                                   |
| 1914UR    | Ruth Sanders (2)                           | Katharine Brown                            | 7−5, 5−7, 6−2                              |
| 1915UR    | Molla Bjurstedt (1)                        | Ruth Sanders                               | 6−0, 6−4                                   |
| 1916      | Martha Guthrie (1)                         | Marguerite Davis                           | 6−2, 2−6, 6−1                              |
| 1917      | Katharine Brown (1)                        | Louise Ostheimer Adams                     | 7−5, 0−6, 6−4                              |
| 1918      | Ingen turnering pga. første verdenskrig    | Ingen turnering pga. første verdenskrig    | Ingen turnering pga. første verdenskrig    |
| 1919      | Ingen turnering for kvinder                | Ingen turnering for kvinder                | Ingen turnering for kvinder                |
| 1920      | Ruth Sanders Cordes (3)                    | Ruth King                                  | 6−1, 6−0                                   |
| 1921      | Ingen turnering                            | Ingen turnering                            | Ingen turnering                            |
| 1922      | Ruth Sanders Cordes (4)                    | Olga Strashun                              | 6−3, 6−4                                   |
| 1923      | Ruth Sanders Cordes (5)                    | Clara Louise Zinke                         | 6−0, 7−5                                   |
| 1924      | Olga Strashun (1)                          | Clara Louise Zinke                         | 6−4, 6−2                                   |
| 1925      | Marion Leighton (1)                        | Clara Louise Zinke                         | 6−3, 6−2                                   |
| 1926      | Clara Louise Zinke (1)                     | Olga Strashun Weil                         | 6−2, 6−2                                   |
| 1927      | Clara Louise Zinke (2)                     | Marion Leighton                            | 6−4, 4−6, 4−1 opg.                         |
| 1928      | Midge Gladman (1)                          | Clara Louise Zinke                         | 6−4, 6−4                                   |
| 1929      | Clara Louise Zinke (3)                     | Ruth Riese                                 | 6−2, 6−3                                   |
| 1930      | Clara Louise Zinke (4)                     | Ruth Oexman                                | 6−2, 6−4                                   |
| 1931      | Clara Louise Zinke (5)                     | Ruth Riese                                 | 6−1, 6−1                                   |
| 1932      | Dorothy Weisel Hack (1)                    | Clara Louise Zinke                         | 6−1, 6−0                                   |
| 1933      | Muriel Adams (1)                           | Helen Fulton                               | 6−4, 6−4                                   |
| 1934      | Gracyn Wheeler (1)                         | Esther Bartosh                             | w.o.                                       |
| 1935      | Turnering aflyst pga. den store depression | Turnering aflyst pga. den store depression | Turnering aflyst pga. den store depression |
| 1936      | Lila Porter (1)                            | Virginia Hollinger                         | 6−4, 6−3                                   |
| 1937      | Virginia Hollinger (1)                     | Monica Nolan                               | 6−3, 6−2                                   |
| 1938      | Virginia Hollinger (2)                     | Margaret Jessee                            | 8−6, 1−6, 6−0                              |
| 1939      | Catherine Wolf (1)                         | Virginia Hollinger                         | 6−2, 6−3                                   |
| 1940      | Alica Marble (1)                           | Gracyn Wheeler                             | 6−3, 6−4                                   |
| 1941      | Pauline Betz (1)                           | Mary Arnold                                | 6−4, 6−3                                   |
| 1942      | Catherine Wolf (2)                         | Monica Nolan                               | 6−4, 6−1                                   |
| 1943      | Pauline Betz (2)                           | Catherine Wolf                             | 6−0, 6−2                                   |
| 1944      | Dorothy Bundy (1)                          | Pauline Betz                               | 7−5, 6−4                                   |
| 1945      | Pauline Betz (3)                           | Dorothy Bundy                              | 6−2, 6−0                                   |
| 1946      | Virginia Kovacs (1)                        | Ahirley Fry                                | 6−4, 6−1                                   |
| 1947      | Betty Rosenquest (1)                       | Betty Hulbert James                        | 9−7, 6−2                                   |
| 1948      | Dorothy Head (1)                           | Baba Madden Lewis                          | 6−4, 6−4                                   |
| 1949      | Magda Rurac (1)                            | Beverly Baker                              | 6−4, 2−6, 6−0                              |
| 1950      | Beverly Baker (1)                          | Magda Rurac                                | 5−7, 6−3, 9−7                              |
| 1951      | Pat Canning Todd (1)                       | Magda Rurac                                | 6−3, 6−4                                   |
| 1952      | Anita Kanter (1)                           | Doris Popple                               | 6−0, 6−1                                   |
| 1953      | Thelma Long (1)                            | Anita Kanter                               | 7−5, 6−2                                   |
| 1954      | Lois Felix (1)                             | Ethel Norton                               | 6−1, 6−3                                   |
| 1955      | Mimi Arnold (1)                            | Barbara Breit                              | 6−4, 6−3                                   |
| 1956      | Yola Ramírez (1)                           | Mary Ann Mitchell                          | 7−5, 6−1                                   |
| 1957      | Lois Felix (2)                             | Pat Naud                                   | 7−5, 2−6, 7−5                              |
| 1958      | Gwyn Thomas (1)                            | Martha Hernández                           | 6−1, 6−2                                   |
| 1959      | Donna Floyd (1)                            | Carol Hanks                                | 5−7, 6−2, 6−4                              |
| 1960      | Carol Hanks (1)                            | Farel Footman                              | 6−2, 4−6, 6−3                              |
| 1961      | Peachy Kellmeyer (1)                       | Carole Caldwell                            | 3−6, 12−10, 7−5                            |
| 1962      | Julie Heldman (1)                          | Roberta Alison                             | 6−4, 6−4                                   |
| 1963      | Stephanie DeFina (1)                       | Peaches Bartkowicz                         | 7−5, 6−2                                   |
| 1964      | Jean Danilovich (1)                        | Alice Tym                                  | 6−1, 6−2                                   |
| 1965      | Stephanie DeFina (2)                       | Roberta Alison                             | 10−8, 5−7, 6−4                             |
| 1966      | Peaches Bartkowicz (1)                     | Peachy Kellmeyer                           | 6−3, 6−3                                   |
| 1967      | Peaches Bartkowicz (2)                     | Patsy Rippy                                | 6−4, 6−1                                   |
| 1968      | Linda Tuero (1)                            | Tory Fretz                                 | 6−1, 6−2                                   |
| 1969      | Lesley Turner Bowrey (1)                   | Gail Chanfreau                             | 1−6, 7−5, 10−10 opg.                       |
| 1970      | Rosie Casals (1)                           | Nancy Richey                               | 6−3, 6−3                                   |
| 1971      | Virginia Wade (1)                          | Linda Tuero                                | 6−3, 6−3                                   |
| 1972      | Margaret Court (1)                         | Evonne Goolagong                           | 3−6, 6−2, 7−5                              |
| 1973      | Evonne Goolagong (1)                       | Chris Evert                                | 6−2, 7−5                                   |
| 1974-87   | Ingen turneringer for kvinder              | Ingen turneringer for kvinder              | Ingen turneringer for kvinder              |
| 1988      | Barbara Potter (1)                         | Helen Kelesi                               | 6−2, 6−2                                   |
| 1989-2003 | Ingen turneringer for kvinder              | Ingen turneringer for kvinder              | Ingen turneringer for kvinder              |
| 2004      | Lindsay Davenport (1)                      | Vera Zvonarjova                            | 6−3, 6−2                                   |
| 2005      | Patty Schnyder (1)                         | Akiko Morigami                             | 6−4, 6−0                                   |
| 2006      | Vera Zvonarjova (1)                        | Katarina Srebotnik                         | 6−2, 6−4                                   |
| 2007      | Anna Tjakvetadze (1)                       | Akiko Morigami                             | 6−1, 6−3                                   |
| 2008      | Nadija Petrova (1)                         | Nathalie Dechy                             | 6−2, 6−1                                   |
| 2009      | Jelena Janković (1)                        | Dinara Safina                              | 6−4, 6−2                                   |
| 2010      | Kim Clijsters (1)                          | Marija Sjarapova                           | 2−6, 7−6(4), 6−2                           |
| 2011      | Marija Sjarapova (1)                       | Jelena Janković                            | 4−6, 7−6(3), 6−3                           |
| 2012      | Li Na (1)                                  | Angelique Kerber                           | 1−6, 6−3, 6−1                              |
| 2013      | Viktorija Azarenka (1)                     | Serena Williams                            | 2−6, 6−2, 7−6(2)                           |
| 2014      | Serena Williams (1)                        | Ana Ivanovic                               | 6−4, 6−1                                   |
| 2015      | Serena Williams (2)                        | Simona Halep                               | 6−3, 7−6(5)                                |
| 2016      | Karolína Plíšková (1)                      | Angelique Kerber                           | 6−3, 6−1                                   |
| 2017      | Garbiñe Muguruza (1)                       | Simona Halep                               | 6−1, 6−0                                   |
| 2018      | Kiki Bertens (1)                           | Simona Halep                               | 2−6, 7−6(6), 6−2                           |
| 2019      | Madison Keys (1)                           | Svetlana Kuznetsova                        | 7−5, 7−6(5)                                |
| 2020      | Viktorija Azarenka (2)                     | Naomi Osaka                                | w.o.                                       |
| 2021      | Ashleigh Barty (1)                         | Jil Teichmann                              | 6−3, 6−1                                   |
| 2022      | Caroline Garcia (1)                        | Petra Kvitová                              | 6−2, 6−4                                   |
| 2023      | Coco Gauff (1)                             | Karolína Muchová                           | 6−3, 6−4                                   |
| 2024      | Aryna Sabalenka (1)                        | Jessica Pegula                             | 6−3, 7−5                                   |

### Herredouble
| År   | Mester                                                               | Finalist                                   | Finaleresultat                             |
| ---- | -------------------------------------------------------------------- | ------------------------------------------ | ------------------------------------------ |
| 1899 | Burton Hollister (1) Nat Emerson (1)                                 | C.W. Halsey L.H. Turner                    | 2−6, 6−4, 6−4, 6−3                         |
| 1900 | Fred Alexander (1) Raymond Little (1)                                | Nat Emerson Ernest Diehl                   | 6−1, 6−4, 6−3                              |
| 1901 | Fred Alexander (2) Raymond Little (2)                                | Kreigh Collins L. Harry Waidner            | 6−4, 6−3, 6−4                              |
| 1902 | Nat Emerson (2) Ernest Diehl (1)                                     | Royal Miller Lincoln Mitchell              | 3−6, 4−6, 7−5, 6−4, 6−3                    |
| 1903 | Nat Emerson (3) Ernest Diehl (2)                                     | Kreigh Collins L. Harry Waidner            | 2−6, 7−5, 6−2, 6−3                         |
| 1904 | Robert LeRoy (1) Ray Little (3)                                      | Beals Wright Edgar Leonard                 | 6−2, 6−2, 6−4                              |
| 1905 | Robert LeRoy (2) Raymond Little (4)                                  | Nat Emerson Robert Mitchell                | 6−4, 6−2, 6−4                              |
| 1906 | Karl Behr (1) Raymond Little (5)                                     | H. Truxtun Emerson William P. Hunt         | 6−4, 8−6, 6−3                              |
| 1907 | Nat Emerson (4) Raymond Little (6)                                   | Robert LeRoy Irving C. Wright              | 5−7, 7−5, 3−6, 6−2, 6−2                    |
| 1908 | Nat Emerson (5) William Hunt (1)                                     | Nelson Peebles William Hopple              | 6−3, 6−2, 1−6, 6−3                         |
| 1909 | Richard H. Palmer (1) Carlton R. Gardner (1)                         | H. Truxtun Emerson Reuben A. Holden        | 3−6, 6−3, 6−4, 6−0                         |
| 1910 | Richard H. Palmer (2) Wallace Johnson (1)                            | Richard Bishop Arthur Sweetser             | 8−6, 6−4, 4−6, 6−8, 6−3                    |
| 1911 | Richard Bishop (1) Henry C. Johnson (1)                              | Wallace Johnson Richard Palmer             | 6−8, 6−2, 6−2, 6−1                         |
| 1912 | H. Truxtun Emerson (1) Reuben A. Holden (1)                          | Cliff Lockhorn William Hopple              | 6−3, 8−6, 6−3                              |
| 1913 | William McEllroy (1) Joseph J. Armstrong (1)                         | William Hopple Cliff Lockhorn              | 6−4, 10−8, 4−6, 6−4                        |
| 1914 | J.C. Mackrell (1) Cullen Thomas (1)                                  | Garvin Brown Robert Failey                 | 6−1, 6−0, 6−2                              |
| 1915 | William Johnston (1) Clarence Griffin (1)                            | H. Truxtun Emerson Reuben A. Holden        | 8−6, 5−7, 6−1, 6−4                         |
| 1916 | William Johnston (2) Clarence Griffin (2)                            | Willis Davis Dean Mathey                   | 8−6, 5−7, 6−2, 5−7, 8−6                    |
| 1917 | John Hennessey (1) Albrecht Kipp (1)                                 | Fritz Bastian Myron Kohn                   | 3−6, 0−6, 6−0, 6−2, 6−3                    |
| 1918 | Ingen turnering pga. første verdenskrig                              | Ingen turnering pga. første verdenskrig    | Ingen turnering pga. første verdenskrig    |
| 1919 | Paul Vories (1) Alfred Weller (1)                                    | Fritz Bastian Albrecht Kipp                | 6−4, 2−6, 3−6, 6−2, 8−6                    |
| 1920 | John Hennessey (2) Fritz Bastian (1)                                 | Kenneth Simmons Walter Westbrook           | 6−3, 6−4, 2−6, 5−7, 6−2                    |
| 1921 | Ingen turnering                                                      | Ingen turnering                            | Ingen turnering                            |
| 1922 | H. Truxtun Emerson (2) Reuben A. Holden (2)                          | Paul Kunkel Ray Kunkel                     | ?                                          |
| 1923 | Howard Cordes (1) Louis Kuhler (1)                                   | Edwin Haupt Sidney Newman                  | 6−3, 6−2, 6−4                              |
| 1924 | George Lott (1) Jack Harris (1)                                      | Charles Garland Paul Kunkel                | 6−3, 7−9, 6−4, 6−3                         |
| 1925 | George Lott (2) Thomas McGlinn (1)                                   | H. Truxtun Emerson Reuben A. Holden        | 6−4, 3−6, 6−1, 4−6, 6−1                    |
| 1926 | Francisco Aragon (1) Guillermo Aragon (1)                            | Paul Kunkel Ray Kunkel                     | 6−2, 1−6, 14−12, 6−1                       |
| 1927 | Paul Kunkel (1) Raymond J. Kunkel (1)                                | Thomas Johnson George Lott                 | 7−5, 7−5, 6−2                              |
| 1928 | John Barr (1) James Quick (1)                                        | Bruce Barnes Karl Kamrath                  | 3−6, 7−9, 6−1, 9−7, 6−2                    |
| 1929 | Herbert Bowman (1) Emmett Paré (1)                                   | George Jennings Fred Royer                 | 4−6, 6−2, 6−2, 6−8, 6−4                    |
| 1930 | Maurice Bayon (1) Cliff Sutter (1)                                   | Wilbur Braudt George Jennings              | 3−6, 6−3, 6−2, 6−2                         |
| 1931 | Bruce Barnes (1) Karl Kamrath (1)                                    | Maurice Bayon Cliff Sutter                 | 6−3, 6−0, 2−6, 6−3                         |
| 1932 | Fred Mercur (1) J. Gilbert Hall (1)                                  | Reuben A. Holden Cranston Holman           | 6−4, 6−0, 6−3                              |
| 1933 | Bryan Grant (1) Fred Mercur (2)                                      | Robert Bryan John McDiarmid                | 2−6, 7−5, 7−5, 12−14, 6−4                  |
| 1934 | Marcel Rainville (1) Walter Martin (1)                               | Karl Kamrath Henry Prusoff                 | Lodtrækning                                |
| 1935 | Turnering aflyst pga. den store depression                           | Turnering aflyst pga. den store depression | Turnering aflyst pga. den store depression |
| 1936 | John McDiarmid (1) Eugene McCauliff (1)                              | Bobby Riggs Wayne Sabin                    | 6−3, 6−3, 7−5                              |
| 1937 | John McDiarmid (2) Eugene McCauliff (2)                              | William Hardie George Pero                 | 6−1, 6−2, 6−4                              |
| 1938 | Bobby Riggs (1) Charles Hare (1)                                     | Ted Olewine Ronald Lubin                   | 6−1, 6−1, 6−1                              |
| 1939 | Bryan Grant (2) Ed Alloo (1)                                         | Frank Parker Ted Olewine                   | 6−4, 6−3, 6−4                              |
| 1940 | Bobby Riggs (2) Charles Hare (2)                                     | Ronald Lubin Frank Froehling               | 6−4, 8−6, 6−4                              |
| 1941 | Frank Parker (1) Gene Mako (1)                                       | William Talbert Ed Alloo                   | 6−2, 6−3                                   |
| 1942 | Pancho Segura (1) Fred Kovaleski (1)                                 | J. Gilbert Hall Alejo Russell              | 6−2, 6−1                                   |
| 1943 | William Talbert (1) Alvin Bunis (1)                                  | Seymour Greenberg Joe Scherr               | 6−4, 6−2                                   |
| 1944 | Pancho Segura (2) William Talbert (1)                                | Clyde Taylor Chalmers Ratliff              | 6−0, 6−0                                   |
| 1945 | William Talbert (3) Hal Surface (1)                                  | Sarah Palfrey Cooke Elwood Cooke           | 6−2, 6−2                                   |
| 1946 | Norman Brooks (1) Nick Carter (1)                                    | George Ball Glenn Gardner                  | 6−4, 6−1                                   |
| 1947 | William Talbert (4) Morey Lewis (1)                                  | George Pero Richard Hart                   | 6−4, 6−4                                   |
| 1948 | Pancho Gonzalez (1) Irvin Dorfman (1)                                | Herbert Behrens Gardner Larned             | Diskv.                                     |
| 1949 | Tony Trabert (1) Andy Paton (1)                                      | Gil Shea Arnold Saul                       | 6−4, 10−12, 6−0                            |
| 1950 | Hamilton Richardson (1) George Richards (1)                          | Gilbert Bogley Charles DeVoe               | 7−5, 6−3                                   |
| 1951 | William Talbert (5) Tony Trabert (2)                                 | Hugh Stewart Grant Golden                  | 6−4, 6−1                                   |
| 1952 | Noel Brown (1) Hugh Stewart (1)                                      | Pancho Contreras Sam Giammalva             | 6−3, 6−4, 6−3                              |
| 1953 | Tony Trabert (3) Ham Richardson (2)                                  | Ed Kauder Robin Willner                    | 6−1, 6−2                                   |
| 1954 | Straight Clark (1) William Talbert (6)                               | Al Harum Ed Rubinoff                       | 6−3, 6−2, 6−0                              |
| 1955 | Tut Bartzen (1) Tony Trabert (4) og Barry MacKay (1) Hal Burrows (1) |                                            | Aflyst                                     |
| 1956 | Bernard Bartzen (2) Grant Golden (1)                                 | Reynaldo Garrido Johann Kupferburger       | 4−6, 6−2, 6−4, 6−2                         |
| 1957 | Grant Golden (2) Bill Quillian (1)                                   | Art Andrews Crawford Henry                 | 6−3, 6−4                                   |
| 1958 | Tut Bartzen (3) Grant Golden (3)                                     | Sammy Giammalva Alex Olmedo                | 6−3, 6−4                                   |
| 1959 | John Powless (1) John Skogstad (1)                                   | Whitney Reed Grant Golden                  | 2−6, 6−4, 8−6                              |
| 1960 | Jon Douglas (1) John Cranston (1)                                    | Bill Bond Rudy Hernando                    | 7−5, 10−8                                  |
| 1961 | Ramsey Earnhart (1) Marty Riessen (1)                                | Bill Hoogs Jim McManus                     | 7−5, 9−7                                   |
| 1962 | Bill Hoogs (1) Jim McManus (1)                                       | Frank Froehling Butch Newman               | 8−6, 6−1                                   |
| 1963 | Marty Riessen (2) Clark Graebner (1)                                 | Jerry Moss Norman Perry                    | 6−4, 6−3                                   |
| 1964 | Butch Newman (1) Andy Lloyd (1)                                      | Mickey Schad Jackie Cooper                 | 4−6, 6−2, 6−1                              |
| 1965 | Dave Power (1) John Pickins (1)                                      | Herbert Fitzgibbon Butch Newman            | 6−1, 6−2                                   |
| 1966 | Jaime Fillol (1) Joaquín Loyo-Mayo (1)                               | Bob Potthast Dick Leach                    | 6−4, 6−4                                   |
| 1967 | Bill Brown (1) Jasjit Singh (1)                                      | Tom Gorman Richard Knight                  | 6−1, 9−7                                   |
| 1968 | Ron Goldman (1) Bill Brown (2)                                       | Joaquín Loyo-Mayo Jaime Fillol             | 10−8, 6−3                                  |
| 1969 | Stan Smith (1) Bob Lutz (1)                                          | Arthur Ashe Charlie Pasarell               | 6−3, 6−4                                   |
| 1970 | Ilie Năstase (1) Ion Țiriac (1)                                      | Bob Hewitt Frew McMillan                   | 6−3, 6−4                                   |
| 1971 | Stan Smith (2) Erik van Dillen (1)                                   | Sandy Mayer Roscoe Tanner                  | 6−4, 6−4                                   |
| 1972 | Bob Hewitt (1) Frew McMillan (1)                                     | Paul Gerken Humphrey Hose                  | 7−6, 6−4                                   |
| 1973 | Phil Dent (1) John Alexander (1)                                     | Brian Gottfried Raúl Ramírez               | 1−6, 7−6, 7−6                              |
| 1974 | Dick Dell (1) Sherwood Stewart (1)                                   | Jim Delaney John Whitlinger                | 4−6, 7−6, 6−2                              |
| 1975 | Cliff Drysdale (1) Phil Dent (2)                                     | Joaquín Loyo-Mayo Marcelo Lara             | 7−6, 6−4                                   |
| 1976 | Stan Smith (3) Erik van Dillen (2)                                   | Eddie Dibbs Harold Solomon                 | 6−1, 6−1                                   |
| 1977 | Phil Dent (3) John Alexander (2)                                     | Bob Hewitt Roscoe Tanner                   | 6−3, 7−6                                   |
| 1978 | Gene Mayer (1) Raúl Ramírez (1)                                      | Brian Fairlie Ismail El Shafei             | 6−3, 6−3                                   |
| 1979 | Ilie Năstase (2) Brian Gottfried (1)                                 | Stan Smith Bob Lutz                        | 1−6, 6−3, 7−6                              |
| 1980 | Brian Teacher (1) Bruce Manson (1)                                   | Wojtek Fibak Ivan Lendl                    | 6−7, 7−5, 6−4                              |
| 1981 | John McEnroe (1) Ferdi Taygan (1)                                    | Stan Smith Bob Lutz                        | 7−6, 6−3                                   |
| 1982 | John McEnroe (2) Peter Fleming (1)                                   | Steve Denton Mark Edmondson                | 6−2, 6−3                                   |
| 1983 | Victor Amaya (1) Tim Gullikson (1)                                   | Carlos Kirmayr Cássio Motta                | 6−4, 6−3                                   |
| 1984 | Francisco González (1) Matt Mitchell (1)                             | Sandy Mayer Balázs Taróczy                 | 4−6, 6−3, 7−6(4)                           |
| 1985 | Stefan Edberg (1) Anders Järryd (1)                                  | Mats Wilander Joakim Nyström               | 4−6, 6−2, 6−3                              |
| 1986 | Kim Warwick (1) Mark Kratzmann (1)                                   | Christo Steyn Danie Visser                 | 6−3, 6−4                                   |
| 1987 | Ken Flach (1) Robert Seguso (1)                                      | Steve Denton John Fitzgerald               | 7−5, 6−3                                   |
| 1988 | Rick Leach (1) Jim Pugh (1)                                          | Jim Grabb Patrick McEnroe                  | 6−2, 6−4                                   |
| 1989 | Ken Flach (2) Robert Seguso (2)                                      | Pieter Aldrich Danie Visser                | 6−4, 6−4                                   |
| 1990 | Darren Cahill (1) Mark Kratzmann (2)                                 | Neil Broad Gary Muller                     | 7−6(8), 6−2                                |
| 1991 | Ken Flach (3) Robert Seguso (3)                                      | Grant Connell Glenn Michibata              | 6−7(3), 6−4, 7−5                           |
| 1992 | Todd Woodbridge (1) Mark Woodforde (1)                               | Patrick McEnroe Jonathan Stark             | 6−3, 1−6, 6−3                              |
| 1993 | Andre Agassi (1) Petr Korda (1)                                      | Stefan Edberg Henrik Holm                  | 7−6(4), 6−4                                |
| 1994 | Alex O'Brien (1) Sandon Stolle (1)                                   | Wayne Ferreira Mark Kratzmann              | 6−7(4), 6−3, 6−2                           |
| 1995 | Todd Woodbridge (2) Mark Woodforde (2)                               | Mark Knowles Daniel Nestor                 | 6−2, 3−0 opg.                              |
| 1996 | Mark Knowles (1) Daniel Nestor (1)                                   | Sandon Stolle Cyril Suk                    | 3−6, 6−3, 6−4                              |
| 1997 | Todd Woodbridge (3) Mark Woodforde (3)                               | Patrick Rafter Mark Philippoussis          | 7−6(6), 4−6, 6−4                           |
| 1998 | Mark Knowles (2) Daniel Nestor (2)                                   | Olivier Delaitre Fabrice Santoro           | 6−1, 2−1 opg.                              |
| 1999 | Jonas Björkman (1) Byron Black (1)                                   | Todd Woodbridge Mark Woodforde             | 6−3, 7−6(6)                                |
| 2000 | Todd Woodbridge (4) Mark Woodforde (4)                               | Ellis Ferreira Rick Leach                  | 7−6(6), 6−4                                |
| 2001 | Mahesh Bhupathi (1) Leander Paes (1)                                 | Martin Damm David Prinosil                 | 7−6(3), 6−3                                |
| 2002 | James Blake (1) Todd Martin (1)                                      | Mahesh Bhupathi Maks Mirnyj                | 7−5, 6−3                                   |
| 2003 | Bob Bryan (1) Mike Bryan (1)                                         | Wayne Arthurs Paul Hanley                  | 7−5, 7−6(5)                                |
| 2004 | Mark Knowles (3) Daniel Nestor (3)                                   | Jonas Björkman Todd Woodbridge             | 6−2, 3−6, 6−3                              |
| 2005 | Jonas Björkman (2) Maks Mirnyj (1)                                   | Wayne Black Kevin Ullyett                  | 7−6(3), 6−2                                |
| 2006 | Jonas Björkman (3) Maks Mirnyj (2)                                   | Bob Bryan Mike Bryan                       | 3−6, 6−3, [10−7]                           |
| 2007 | Jonathan Erlich (1) Andy Ram (1)                                     | Bob Bryan Mike Bryan                       | 4−6, 6−3, [13−11]                          |
| 2008 | Bob Bryan (2) Mike Bryan (2)                                         | Jonathan Erlich Andy Ram                   | 4−6, 7−6(2), [10−7]                        |
| 2009 | Daniel Nestor (4) Nenad Zimonjić (1)                                 | Bob Bryan Mike Bryan                       | 3−6, 7−6(2), [15−13]                       |
| 2010 | Bob Bryan (3) Mike Bryan (3)                                         | Mahesh Bhupathi Maks Mirnyj                | 6−3, 6−4                                   |
| 2011 | Mahesh Bhupathi (2) Leander Paes (2)                                 | Michaël Llodra Nenad Zimonjić              | 7−6(4), 7−6(2)                             |
| 2012 | Robert Lindstedt (1) Horia Tecău (1)                                 | Mahesh Bhupathi Rohan Bopanna              | 6−4, 6−4                                   |
| 2013 | Bob Bryan (4) Mike Bryan (4)                                         | Marcel Granollers Marc López               | 6−4, 4−6, [10−4]                           |
| 2014 | Bob Bryan (5) Mike Bryan (5)                                         | Vasek Pospisil Jack Sock                   | 6−3, 6−2                                   |
| 2015 | Daniel Nestor (5) Édouard Roger-Vasselin (1)                         | Marcin Matkowski Nenad Zimonjić            | 6−2, 6−2                                   |
| 2016 | Ivan Dodig (1) Marcelo Melo (1)                                      | Jean-Julien Rojer Horia Tecău              | 7−6(5), 6−7(5), [10−6]                     |
| 2017 | Pierre-Hugues Herbert (1) Nicolas Mahut (1)                          | Jamie Murray Bruno Soares                  | 7−6(6), 6−4                                |
| 2018 | Jamie Murray (1) Bruno Soares (1)                                    | Juan Sebastián Cabal Robert Farah          | 4−6, 6−3, [10−6]                           |
| 2019 | Ivan Dodig (2) Filip Polášek (1)                                     | Juan Sebastián Cabal Robert Farah          | 4−6, 6−4, [10−6]                           |
| 2020 | Pablo Carreño Busta (1) Alex de Minaur (1)                           | Jamie Murray Neal Skupski                  | 6−2, 7−5                                   |
| 2021 | Marcel Granollers (1) Horacio Zeballos (1)                           | Steve Johnson Austin Krajicek              | 7−6(5), 7−6(5)                             |
| 2022 | Rajeev Ram (1) Joe Salisbury (1)                                     | Tim Pütz Michael Venus                     | 7−6(4), 7−6(5)                             |
| 2023 | Máximo González (1) Andrés Molteni (1)                               | Jamie Murray Michael Venus                 | 3−6, 6−1, [11−9]                           |
| 2024 | Marcelo Arévalo (1) Mate Pavić (1)                                   | Mackenzie McDonald Alex Michelsen          | 6−2, 6−4                                   |
| 2025 | Nikola Mektić (1) Rajeev Ram (2)                                     | Lorenzo Musetti Lorenzo Sonego             | 4−6, 6−3, [10−5]                           |

### Damedouble
| År        | Mester                                                                           | Finalist                                           | Finaleresultat                             |
| --------- | -------------------------------------------------------------------------------- | -------------------------------------------------- | ------------------------------------------ |
| 1899      | Juliette Atkinson (1) Myrtle McAteer (1)                                         | Winona Closterman Julia Doherty                    | 6−1, 6−2, 6−3                              |
| 1900      | Myrtle McAteer (2) Maud Banks (1)                                                | Winona Closterman Mardi Hunt                       | 6−1, 6−0                                   |
| 1901      | Juliette Atkinson (2) Marion Jones (1)                                           | Winona Closterman Lilly Wilshire                   | 3−6, 7−9, 6−3, 9−7, 6−2                    |
| 1902      | Maud Banks (2) Hallie Champlin (1)                                               | Winona Closterman Carrie Neely                     | 6−2, 7−5                                   |
| 1903      | Winona Closterman (1) Carrie Neely (1)                                           | Myrtle McAteer Marie Weimer                        | 6−3, 8−6                                   |
| 1904      | Myrtle McAteer (3) Marie Weimer (1)                                              | Winona Closterman Carrie Neely                     | 6−3, 6−4                                   |
| 1905      | Myrtle McAteer (4) Helen Homans (1)                                              | May Sutton Lula Belden                             | 6−1, 6−3                                   |
| 1906      | May Sutton (1) Marjorie Dodd (1)                                                 | Lula Belden Florence Sutton                        | 6−3, 3−6, 6−3                              |
| 1907      | Ruth Cowing (1) Martha Kinsey (1)                                                | Adele Kruse Natalie Breed                          | 6−1, 6−3                                   |
| 1908      | Martha Kinsey (2) Marjorie Dodd (2)                                              | Adele Kruse Dorothy Kellogg                        | 6−4, 6−3                                   |
| 1909      | Martha Kinsey (3) Adele Kruse (1)                                                | Edith Hannam Julius Frieberg                       | 6−4, 7−5                                   |
| 1910      | Martha Kinsey (4) Helen McLaughlin (1)                                           | Miriam Steever Dr. Jane Craven                     | 1−6, 6−4, 6−3                              |
| 1911      | Helen Ratterman (1) Ruth Sanders (1)                                             | Edith Emerson Mardi Hunt                           | 6−1, 6−0                                   |
| 1912      | Mary K. Browne (1) Lois Moyes (1)                                                | May Sutton Emiline Holmes Touchard                 | 6−3, 6−3                                   |
| 1913      | Rhea Fairborn Marty (1) Helen McLaughlin (2)                                     | Marjorie Dodd Elizabeth Cleneay                    | 6−4, 6−4                                   |
| 1914      | Ingen damedoubleturnering                                                        | Ingen damedoubleturnering                          | Ingen damedoubleturnering                  |
| 1915      | Molla Bjurstedt (1) Carrie Neely (2)                                             | Ruth Sanders Mrs. Malcolm McNeill                  | 6−1, 6−0                                   |
| 1916      | Martha Ellis (1) Martha Guthrie (1)                                              | Marguerite Davis Marjorie Hires                    | 6−3, 8−6                                   |
| 1917      | Ingen damedoubleturnering                                                        | Ingen damedoubleturnering                          | Ingen damedoubleturnering                  |
| 1918      | Ingen turnering pga. første verdenskrig                                          | Ingen turnering pga. første verdenskrig            | Ingen turnering pga. første verdenskrig    |
| 1919      | Ingen turnering for kvinder                                                      | Ingen turnering for kvinder                        | Ingen turnering for kvinder                |
| 1920      | Bobbie Esch (1) Ruth King ()                                                     | Ruth Sanders Mildred Rask                          | 6−8, 11−9, 6−3                             |
| 1921      | Ingen turnering                                                                  | Ingen turnering                                    | Ingen turnering                            |
| 1922-26   | Ingen damedoubleturneringer                                                      | Ingen damedoubleturneringer                        | Ingen damedoubleturneringer                |
| 1927      | Clara Louise Zinke (1) Olga Strashun Weil (1)                                    | Marion Leighton Ruth Riese                         | 7−5, 6−1                                   |
| 1928      | Clara Louise Zinke (2) Ruth Oexman (1)                                           | Betty Duffy Ruth Riese                             | 6−0, 7−5                                   |
| 1929      | Ingen damedoubleturnering                                                        | Ingen damedoubleturnering                          | Ingen damedoubleturnering                  |
| 1930      | Ruth Oexman (1) Clara Louise Zinke (3)                                           | Barbara Duffy Ruth Riese                           | 6−0, 6−2                                   |
| 1931      | Ruth Oexman (2) Clara Louise Zinke (4)                                           | Barbara Duffy Josephine Gray                       | 5−7, 6−2, 6−3                              |
| 1932      | Clara Louise Zinke (5) Ruth Oexman (3)                                           | Helen Fulton Dorothy Hack                          | 6−2, 1−6, 6−4                              |
| 1933      | Elizabeth Kesting (1) Helen Fulton (1) og Clare Louise Zinke (6) Ruth Oexman (4) |                                                    | 6−2, 1−6, afbrudt                          |
| 1934      | Helen Fulton (2) Elizabeth Kesting (2)                                           | Esther Bartosh Marianne Hunt                       | 0−6, 6−3, 7−7 lodtr.                       |
| 1935      | Turnering aflyst pga. den store depression                                       | Turnering aflyst pga. den store depression         | Turnering aflyst pga. den store depression |
| 1936      | Catherine Wolf (1) Edna Smith (1)                                                | Josephine Gray Beach Lila Porter                   | 6−3, 6−4                                   |
| 1937      | Josephine Gray Beach (1) Jane Wagner (1)                                         | Monica Nolan Clara Louise Zinke                    | 7−5, 6−4                                   |
| 1938      | Virginia Wolfenden (1) Pat Canning (1)                                           | Monica Nolan Marta Bennett                         | 0−6, 8−6, 6−2                              |
| 1939      | Catherine Wolf (2) Monica Nolan (1)                                              | Jane Wagner Josephine Gray Beach                   | 6−4, 6−1                                   |
| 1940      | Alice Marble (1) Mary Arnold (1)                                                 | Mary Hardwick Nina Brown                           | 7−5, 6−4                                   |
| 1941      | Jane Stanton (1) Barbara Bradley (1)                                             | Doris Hart Nellie Sheer                            | 6−4, 4−6, 12−10                            |
| 1942      | Catherine Wolf (3) Peggy Welsh (1)                                               | Monica Nolan Jane Wagner                           | 6−3, 6−0                                   |
| 1943      | Pauline Betz (1) Nancy Corbett (1)                                               | Catherine Wolf Jane Wagner                         | 6−3, 9−7                                   |
| 1944      | Dorothy Bundy (1) Mary Arnold (2)                                                | Pauline Betz Gloria Thompson                       | 6−3, 6−2                                   |
| 1945      | Dorothy Bundy (2) Sarah Palfrey Cooke (1)                                        | Mary Arnold Shirley Fry                            | 6−3, 6−3                                   |
| 1946      | Mary Arnold Prentiss (3) Shirley Fry (1)                                         | Virginia Kovacs Barbara Scofield                   | 6−3, 6−4                                   |
| 1947      | Marta Barnett (1) Rosemary Buck (1)                                              | Baba Madden Lewis Nancy Corbett                    | 6−4, 6−2                                   |
| 1948      | Dorothy Head (1) Magda Rurac (1)                                                 | Betty Rosenquest Margaret Varner                   | 3−6, 6−4, 6−2                              |
| 1949      | Nancy Morrison (1) Magda Rurac (2)                                               | Catherine Malcolm Barbara Beckel                   | 6−2, 6−4                                   |
| 1950      | Beverly Baker (1) Magda Rurac (3)                                                | Jean Arth Shirley Arth                             | 6−3, 6−1                                   |
| 1951      | Pat Canning Todd (2) Dorothy Head (2)                                            | Magda Rurac Sue Herr                               | 6−2, 6−3                                   |
| 1952      | Anita Kanter (1) Joan Merciadis (1)                                              | Louise Kiely Sara Mae Turber                       | 6−4, 6−1                                   |
| 1953      | Thelma Long (1) Anita Kanter (2)                                                 | Laura Lou Jahn Kunnen Joan Merciadis               | 7−5, 6−2                                   |
| 1954      | Pat Stewart (1) Ethel Norton (1)                                                 | Juliana Copeland Sara Mae Turber                   | 6−4, 6−2                                   |
| 1955      | Karol Fageros (1) Mimi Arnold (1) og Yola Ramírez (1) Sara Mae Turber (1)        |                                                    | Aflyst                                     |
| 1956      | Karol Fageros (2) Janet Hopps (1)                                                | Julie Copeland Yola Ramírez                        | 9−7, 6−4                                   |
| 1957      | Margareta Bönström (1) Lois Felix (1)                                            | Linda Vail Pat Naud                                | 7−5, 6−1                                   |
| 1958      | Martha Hernández (1) Marilyn Montgomery (1)                                      | Gwyn Thomas Sara Mae Turber                        | 6−3, 5−7, 6−0                              |
| 1959      | Marie Martin (1) Marilyn Montgomery (2)                                          | Carole Loop Susan Butt                             | 6−4, 6−1                                   |
| 1960      | Justina Bricka (1) Carol Hanks (1)                                               | Linda Nein Farel Footman                           | 6−3, 6−4                                   |
| 1961      | Carole Caldwell (1) Cathie Gagel (1)                                             | Lynn Haines Peachy Kellmeyer                       | 6−4, 8−6                                   |
| 1962      | Roberta Alison (1) Mary Habicht (1)                                              | Tory Fretz Carolyn Rogers                          | 7−5, 8−6                                   |
| 1963      | Roberta Alison (2) Linda Lou Crosby (1)                                          | Virginia Brown Carolyn Rogers                      | 6−4, 4−6, 6−2                              |
| 1964      | Brenda Nunns (1) Faye Urban (1)                                                  | Jean Danilovich Cathie Gagel                       | 6−1, 7−9, 6−2                              |
| 1965      | Roberta Alison (3) Stephanie DeFina (1)                                          | Marmee Fry Ginger Pfeiffer                         | 6−4, 6−2                                   |
| 1966      | Peaches Bartkowicz (1) Peachy Kellmeyer (1)                                      | Patsy Rippy Becky Vest                             | 6−1, 6−4                                   |
| 1967      | Peaches Bartkowicz (2) Patsy Rippy (1)                                           | Pixie Lamm Marilyn Aschner                         | 6−3, 6−0                                   |
| 1968      | Emilie Burrer (1) Linda Tuero (1)                                                | Peggy Michel Carol Gay                             | 6−2, 6−3                                   |
| 1969      | Kerry Harris (1) Valerie Ziegenfuss (1)                                          | Emilie Burrer Pam Richmond                         | 6−3, 9−7                                   |
| 1970      | Rosie Casals (1) Gail Chanfreau (1)                                              | Helen Gourlay Pat Walkden                          | 12−10, 6−1                                 |
| 1971      | Helen Gourlay (1) Herry Harris (2)                                               | Gail Chanfreau Winnie Shaw                         | 6−4, 6−4                                   |
| 1972      | Margaret Court (1) Evonne Goolagong (1)                                          | Brenda Kirk Pat Pretorius                          | 6−4, 6−1                                   |
| 1973      | Pat Pretorius (1) Ilana Kloss (1)                                                | Evonne Goolagong Janet Young                       | 7−6, 3−6, 6−2                              |
| 1974-87   | Ingen turneringer for kvinder                                                    | Ingen turneringer for kvinder                      | Ingen turneringer for kvinder              |
| 1988      | Beth Herr (1) Candy Reynolds (1)                                                 | Lindsay Bartlett Helen Kelesi                      | 4−6, 7−6(9), 6−1                           |
| 1989-2003 | Ingen turneringer for kvinder                                                    | Ingen turneringer for kvinder                      | Ingen turneringer for kvinder              |
| 2004      | Jill Craybas (1) Marlene Weingärtner (1)                                         | Emmanuelle Gagliardi Anna-Lena Grönefeld           | 7−5, 7−6(2)                                |
| 2005      | Laura Granville (1) Abigail Spears (1)                                           | Květa Peschke María Emilia Salerni                 | 3−6, 6−2, 6−4                              |
| 2006      | Maria Elena Camerin (1) Gisela Dulko (1)                                         | Marta Domachowska Sania Mirza                      | 6−4, 3−6, 6−2                              |
| 2007      | Bethanie Mattek-Sands (1) Sania Mirza (1)                                        | Alina Jidkova Tatjana Putjek                       | 7−6(4), 7−5                                |
| 2008      | Marija Kirilenko (1) Nadija Petrova (1)                                          | Hsieh Su-Wei Jaroslava Sjvedova                    | 6−3, 4−6, [10−8]                           |
| 2009      | Cara Black (1) Liezel Huber (1)                                                  | Nuria Llagostera Vives María José Martínez Sánchez | 6−3, 0−6, [10−2]                           |
| 2010      | Viktorija Azarenka (1) Marija Kirilenko (2)                                      | Lisa Raymond Rennae Stubbs                         | 7−6(4), 7−6(8)                             |
| 2011      | Vania King (1) Jaroslava Sjvedova (1)                                            | Natalie Grandin Vladimíra Uhlířová                 | 6−4, 3−6, [11−9]                           |
| 2012      | Andrea Hlaváčková (1) Lucie Hradecká (1)                                         | Katarina Srebotnik Zheng Jie                       | 6−1, 6−3                                   |
| 2013      | Hsieh Su-Wei (1) Peng Shuai (1)                                                  | Anna-Lena Grönefeld Květa Peschke                  | 2−6, 6−3, [12−10]                          |
| 2014      | Raquel Kops-Jones (1) Abigail Spears (2)                                         | Tímea Babos Kristina Mladenovic                    | 6−1, 2−0 opg.                              |
| 2015      | Chan Hao-Ching (1) Chan Yung-Jan (1)                                             | Casey Dellacqua Jaroslava Sjvedova                 | 7−5, 6−4                                   |
| 2016      | Sania Mirza (1) Barbora Strýcová (1)                                             | Martina Hingis CoCo Vandeweghe                     | 7−5, 6−4                                   |
| 2017      | Chan Yung-Jan (2) Martina Hingis (1)                                             | Hsieh Su-Wei Monica Niculescu                      | 4−6, 6−4, [10−7]                           |
| 2018      | Lucie Hradecká (2) Jekaterina Makarova (1)                                       | Elise Mertens Demi Schuurs                         | 6−2, 7−5                                   |
| 2019      | Lucie Hradecká (3) Andreja Klepač (1)                                            | Anna-Lena Grönefeld Demi Schuurs                   | 6−4, 6−1                                   |
| 2020      | Květa Peschke (1) Demi Schuurs (1)                                               | Nicole Melichar Xu Yifan                           | 6−1, 4−6, [10−4]                           |
| 2021      | Samantha Stosur (1) Zhang Shuai (1)                                              | Gabriela Dabrowski Luisa Stefani                   | 7−5, 6−3                                   |
| 2022      | Ljudmyla Kitjenok (1) Jeļena Ostapenko (1)                                       | Nicole Melichar-Martinez Ellen Perez               | 7−6(5), 6−3                                |
| 2023      | Alycia Parks (1) Taylor Townsend (1)                                             | Nicole Melichar-Martinez Ellen Perez               | 6−7(1), 6−4, [10−6]                        |
| 2024      | Asia Muhammad (1) Erin Routliffe (1)                                             | Leylah Fernandez Julija Putintseva                 | 3−6, 6−1, [10−4]                           |
| 2025      | Gabriela Dabrowski (1) Erin Routliffe (2)                                        | Guo Hanyu Aleksandra Panova                        | 6−4, 6−3                                   |

### Mixed double
| År         | Mester                                    | Finalist                          | Finaleresultat                 |
| ---------- | ----------------------------------------- | --------------------------------- | ------------------------------ |
| 1899       | Winona Closterman (1) Robert Mitchell (1) | Maud Banks John Hammond           | 3−0 i sæt                      |
| 1900       | Ingen mixed double-turnering              | Ingen mixed double-turnering      | Ingen mixed double-turnering   |
| 1901       | Marion Jones (1) Raymond Little (1)       | Carrie Neely Kreigh Collins       | 6−2, 6−2                       |
| 1902       | Winona Closterman (2) Ernie Diehl (1)     | Lilly Wilshire William Hunt       | 9−7, 6−2                       |
| 1903       | Carrie Neely (1) Nat Emerson (1)          | Winona Closterman Ernest Diel     | 6−2, 1−6, 10−8                 |
| 1904       | Winona Closterman (3) Robert LeRoy (1)    | Myrtle McAteer T.W. Stephens      | 6−3, 6−4                       |
| 1905       | May Sutton (1) Raymond Little (2)         | Helen Homans Robert LeRoy         | 7−5, 7−5                       |
| 1906       | May Sutton (2) A.C. Way (1)               | Florence Sutton Josiah Belden     | 7−5, 6−2                       |
| 1907       | May Sutton (3) Irving C. Wright (1)       | Marjorie Dodd Robert LeRoy        | w.o.                           |
| 1908       | Helen McLaughlin (1) Dr. Karl Little (1)  | Martha Kinsey William Hopple      | 6−3, 6−4                       |
| 1909       | Edith Hannam (1) Lincoln Mitchell (1)     | Louise Root Nat Thornton          | 6−3, 6−2                       |
| 1910       | Jane Craven (1) H. Truxtun Emerson (1)    | Martha Kinsey P. Lincoln Mitchell | 6−1, 6−3                       |
| 1911-13    | Ingen mixed double-turneringer            | Ingen mixed double-turneringer    | Ingen mixed double-turneringer |
| 1914       | Louise Pugh (1) J.C. Mackrell (1)         | Katharine Brown Albrecht Kipp     | 6−2, 6−1                       |
| 1915-30    | Ingen mixed double-turneringer            | Ingen mixed double-turneringer    | Ingen mixed double-turneringer |
| 1931       | Clara Louise Zinke (1) Karl Kamrath (1)   | Josephine Gray J. Gilbert Hall    | 7−5, 6−3                       |
| 1932-41    | Ingen mixed double-turneringer            | Ingen mixed double-turneringer    | Ingen mixed double-turneringer |
| 1942       | Peggy Walsh (1) Bill Vogt (1)             | Catherine Wolf J. Gilbert Hall    | 3−6, 6−2, 6−1                  |
| Siden 1943 | Ingen mixed double-turneringer            | Ingen mixed double-turneringer    | Ingen mixed double-turneringer |